# Copa Merconorte
Copa Merconorte var en fotbollsturnering mellan fotbollsklubbar i den norra delen av Sydamerika samt Nordamerika, vilket innebar lag från Bolivia, Colombia, Costa Rica, Ecuador, Mexiko, Peru, USA och Venezuela. Turneringen räknas som en föregångare till Copa Sudamericana tillsammans med Copa Mercosur och Copa CONMEBOL och spelades bara under fyra säsonger, 1998 till 2001. Alla segrare under de fyra säsongerna kom från Colombia, Atlético Nacional fick två segrar (1998 och 2000), América de Cali en seger (1999) och Los Millonarios en seger (2001). Åren 1998-2000 var även alla tvåor i turneringen från Colombia (Deportivo Cali 1998, Santa Fe 1999 & Los Millonarios 2000), men den sista upplagan, 2001, var den förlorande finalisten från Ecuador (Emelec). 